# Handball aux Jeux des îles de l'océan Indien 2015
Navigation
Édition précédente Édition suivante
Le handball est l'une des quatorze disciplines sportives au programme des Jeux des îles de l'océan Indien 2015, la neuvième édition des Jeux des îles de l'océan Indien, qui se déroule à La Réunion en août 2015. Les épreuves se disputent au gymnase Daniel-Narcisse de La Possession.

## Médaillés
| Épreuves         | Or         | Argent  | Bronze     |
| ---------------- | ---------- | ------- | ---------- |
| Tournoi masculin | La Réunion | Mayotte | Madagascar |
| Tournoi féminin  | La Réunion | Mayotte | Madagascar |

## Tournoi masculin
La Réunion s'impose en finale contre Mayotte sur le score de 25 à 21.

## Tournoi féminin
Pour la première fois, le handball féminin est au programme des Jeux des îles de l'océan Indien.
La Réunion s'impose en finale contre Mayotte sur le score de 33 à 22.
Les Malgaches obtiennent la médaille de bronze, remportant la petite finale contre Maurice par 36 à 21.